# ممدوح بن سعود بن عبد العزيز آل سعود
الأمير ممدوح بن سعود بن عبد العزيز آل سعود (12 نوفمبر 1944م - 20 فبراير 2024م) هو الابن السابع والعشرين من أبناء الملك سعود ووالدته هي الأميرة الجوهرة بنت تركي بن أحمد السديري، لاعب كرة قدم سعودي. الأمير ممدوح هو الشخصية الوحيدة من أعضاء شرف نادي النصر الذي خدمه لاعبًا.

## مشواره الكروي
لعب للنصر شبلًا عام 1968 وتدرج حتى وصل للفريق الأول ثم شارك بداية من 1971 إلى جانب محمد العبدلي وأحمد الدنيني وحسن أبو عيد وبقية الأسماء التي شكلت إحدى الفترات الذهبية للفريق في السبعينات الميلادية والتي احتكر فيها النصر الكثير من البطولات المحلية المتتالية والتي كان للأمير ممدوح بن سعود مساهمة فعالة فيها خصوصًا نهائي كأس ولي العهد 1974 التي حسمها بهدفه ونهائي كأس ولي العهد 1973 التي سجل فيها هدف التعادل في الدقيقة 80 قبل أن يضيف زميله أحمد الدنيني هدف الفوز وصناعته لهدف الحسم الثاني في نهائي كأس الملك 1976.

## مناصبه
شغل منصب مدير الكرة مع فريق النصر السعودي في أكثر من فترة.

## تعليمه
درس الابتدائية في عام 1370 هـ/1951 في معهد الأنجال ثم درس المتوسطة بعد تخرجه من الابتدائية في معهد العاصمة النموذجي عام 1373 هـ/1954 فدرس الثانوية في عام 1376 هـ/1956 وتخرج من الثانوية العامة عام 1379 هـ/1959 ثم تخرج من الجامعة الاقتصادية في العلوم واللعبة الرياضية في المغرب عام 1383 هـ/1963 بدرجة البكالوريوس.

## اعتزاله
اعتزل الأمير ممدوح بن سعود بن عبد العزيز آل سعود اللعب في النصف الثاني من التسعينات بعد إصابة تعرض لها وكانت بدايته مع نادي النصر شبلًا عام 1388 هـ، ومثّل النصر على مستوى الصغار ثم تدرج إلى أن وصل الفريق الأول بعد ثلاث سنوات تقريبًا. ويعتبر الأمير ممدوح بن سعود الشخصية الوحيدة من أعضاء الشرف الذي خدم النصر لاعبًا وإداريًا. وبسبب ظروفه الصحية ابتعد الأمير ممدوح عن النصر في السنوات الأخيرة وتوارى عن أنظار الوسط الرياضي.

## إسهاماته مع النصر
- الفوز ببطولة الدوري العام 1971 و1972 و1973.
- الفوز بالدوري التصنيفي 1975.
- الفوز ببطولة الشرقية 1971 و1972.
- الفوز بكأس ولي العهد 1973 و1974.
- الفوز بكأس الملك 1974 و1976.
- الفوز بكأس الاتحاد 1976.

## أسرته
متزوج من الأميرة قماشة بنت عبد الله بن عبد العزيز بن مساعد آل سعود، وله من الأبناء :
الأمير سلطان بن ممدوح بن سعود بن عبد العزيز آل سعود.

## الوفاة
توفي الأمير ممدوح بن سعود بن عبد العزيز آل سعود في يوم الثلاثاء 10 شعبان 1445هـ الموافق 20 فبراير 2024م بعد صراع مع المرض.